# Aron Schöpfer
Aron Schöpfer (* 12. Dezember 1960) ist ein ehemaliger deutscher Fußballspieler.
Der Abwehrspieler absolvierte 43 Spiele in der 2. Fußball-Bundesliga für den 1. FC Saarbrücken.